# Chirbat as-Sauda (Aleppo)
Chirbat as-Sauda (arab. خربة السودة) – wieś w Syrii, w muhafazie Aleppo, w dystrykcie Manbidż. W 2004 roku liczyła 1266 mieszkańców.